# Wiąz Wiedźmin
Wiąz Wiedźmin – pomnikowy wiąz szypułkowy, zwany także Mieszkiem. To najgrubszy w Polsce i Europie udokumentowany okaz tego gatunku i prawdopodobnie także najstarszy. Drzewo rośnie przy zabudowaniach w Komorowie, w powiecie krośnieńskim, w województwie lubuskim.

## Charakterystyka
To drzewo z krótkim, pustym w środku pniem, w którym występuje duża, pionowa dziupla, sięgająca 5 metrów wysokości. Część odziomkowa pnia jest guzowata, ażurowa, z widocznymi przyporami korzeniowymi. Okaz miał niegdyś 35 m wysokości, jednakże podczas wichury w 2005 roku odłamał się najdłuższy konar, stąd w 2016 roku wysokość drzewa nie przekraczała 19 metrów.
Obwód wiązu rósł na przestrzeni lat. Na tablicy informacyjnej obok drzewa podano wartość 887 cm, bez informacji o dacie wykonania pomiaru. W 2011 roku jego obwód wynosił już 930 cm.
Według badań, drzewo miało (w 2016 roku) około 463 lata.

## Historia
Wiąz jest pomnikiem przyrody od 1971 roku. Wiek drzewa został zbadany metodami dendrochronologicznymi, a ich wynik i informację o drzewie zamieszczono w publikacji Najstarsze drzewa w Polsce z 1992 roku, autorstwa Cezarego Pacyniaka. Podano tam obwód drzewa wraz z wysokością (887 cm, 35 m wysokości) oraz wiek – 431 lat w 1984 roku.
Wiekowy okaz był także wymieniony w nowszych opracowaniach. Fotografie i pomiary drzewa, wraz z opisem, zamieszczono między innymi w publikacjach: Polskie drzewa z 2014 roku oraz Drzewa Polski z roku 2016.
Wiąz posiada dwa imiona. Jest zwany Wiedźminem za sprawą konkursu na nazwę dla tego wiekowego wiązu, urządzonego przez lubuski oddział Ligi Ochrony Przyrody. Leśnicy z pobliskiego Nadleśnictwa Gubin zwą go Mieszkiem.
13 czerwca 2020 roku wskutek wichury drzewo poważnie ucierpiało. Złamany został osiemnastometrowy konar, uszkodzeniom uległ pień na całej jego wysokości, a także korzenie, które z jednej strony drzewa zostały wyrwane z ziemi.

## Lokalizacja i turystyka
Wiąz rośnie przy ulicy Wiązowej (do 2017 r. ulica Karola Świerczewskiego), w Komorowie (gmina Gubin), w zachodniej części województwa lubuskiego. Drzewo jest ogrodzone siatką ochronną.
Opodal przebiega „Szlak krzyży pokutnych po obu stronach Odry”.